# B − L
B − L je ve fyzice vysokých energií rozdíl mezi baryonovým číslem (B) a leptonovým číslem (L).

## Podrobnosti
Toto kvantové číslo je náboj globální kalibrační U(1) symetrie v některých modelech teorie velkého sjednocení nazývaná U(1)B−L. Na rozdíl od samotného baryonového čísla nebo samotného leptonového čísla by tato hypotetická symetrie, pokud je globální, neměla být narušena chirálními anomáliemi nebo gravitačními anomáliemi, což je důvod proč je často zmiňována. Pokud B−L existuje jako symetrie, musí být spontánně narušena, čímž se získá nenulová klidová hmotnost neutrin, pokud předpokládáme houpačkový mechanismus. Kalibrační bosony spojené s touto symetrií se obvykle nazývají jako bosony X a Y.
Anomálie, které naruší zachování baryonového čísla a leptonového čísla se jednotlivě naruší vždy takovým způsobem, že B−L zůstane zachováno. Jeden hypotetický příklad je rozpadu protonu (B = 1, L = 0) rozpadá na pion (B = 0, L = 0) a pozitron (B = 0, L = −1).
Slabý hypernáboj YW se vztahuje k B − L přes:
X + 2 YW = 5 (B − L)
kde X je U(1) symetrie teorie velkého sjednocení spojená se zachovávajícím se kvantovým číslem.